# 第5SS装甲師団

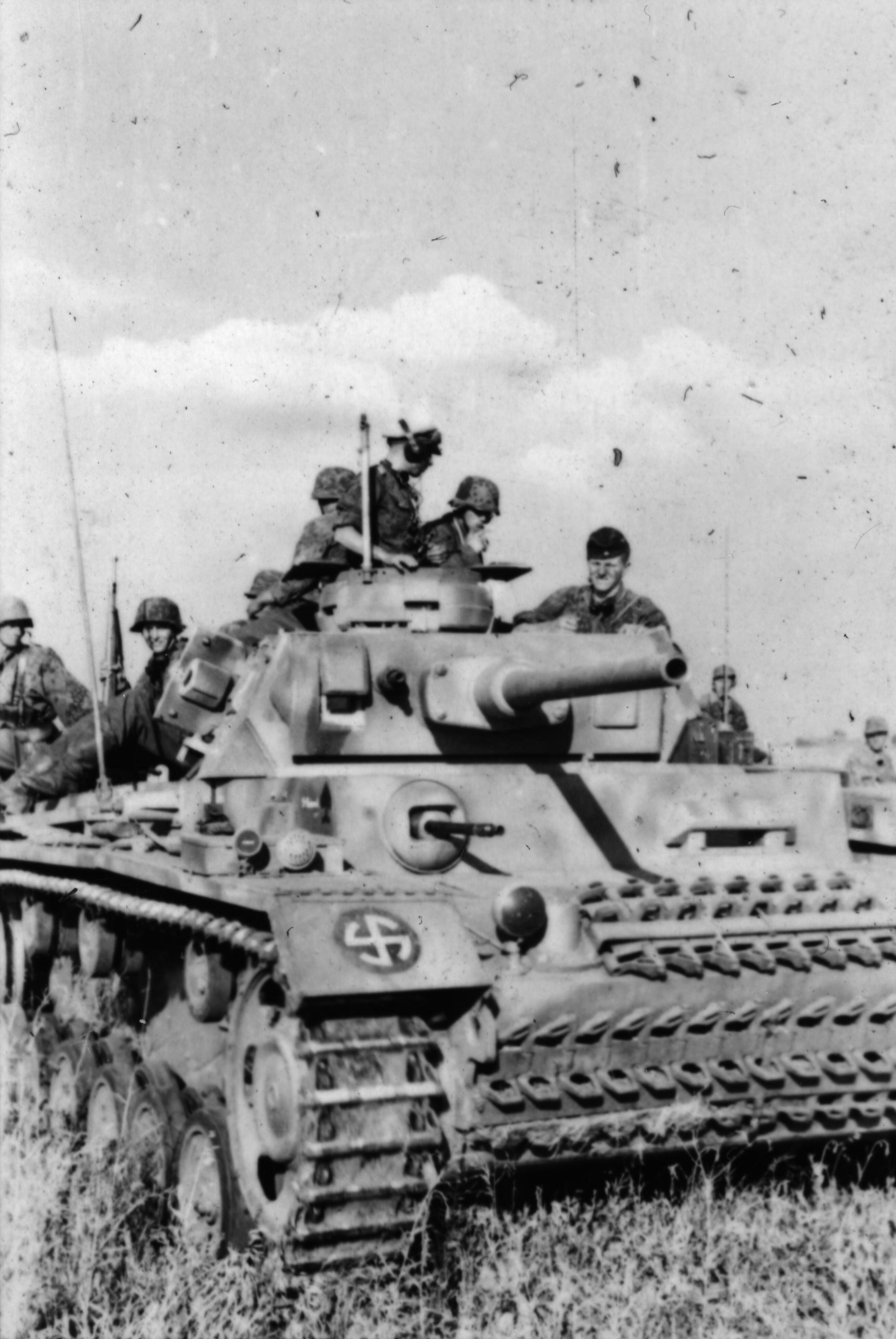
1942年夏、III号戦車を伴った第5SS装甲師団

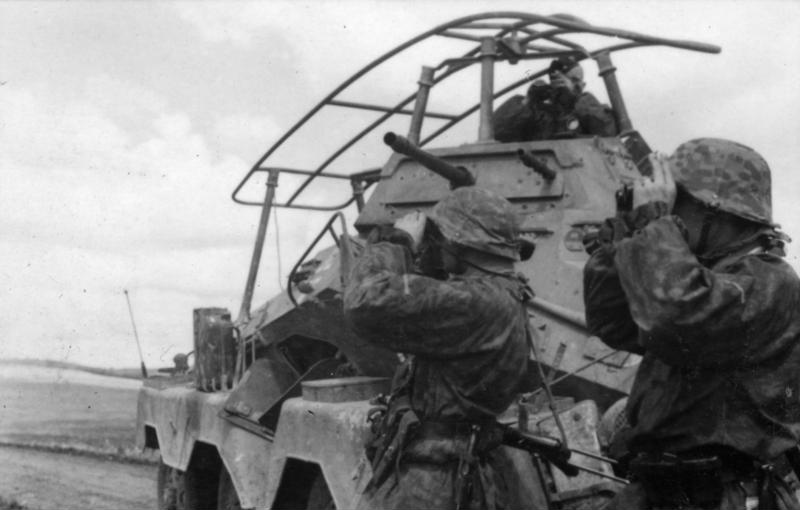
Sd Kfz 232とヴィーキングの師団員

第5SS装甲師団「ヴィーキング」（だいごSSそうこうしだん、独: 5. SS-Panzer-Division „Wiking“）は、武装親衛隊の師団。
武装親衛隊の初期から存在する古参部隊であり、構成隊員にドイツ系外国人・フィンランド義勇兵などが含まれ、後の武装親衛隊外国人部隊の萌芽となった。
一貫して東部戦線にあり、歩兵旅団としてバルバロッサ作戦、自動車化師団として、ブラウ作戦ではロストフ・ナ・ドヌ～カフカスで戦う。装甲擲弾兵師団から装甲師団に昇格し戦争末期には第3SS装甲師団と第4SS装甲軍団を構成して、ポーランド～ハンガリーで、ソ連軍を相手に防衛戦を展開した。その後チェコ、オーストリアへ退却し、1945年4月に降伏した。

## SS師団『ヴィーキング』

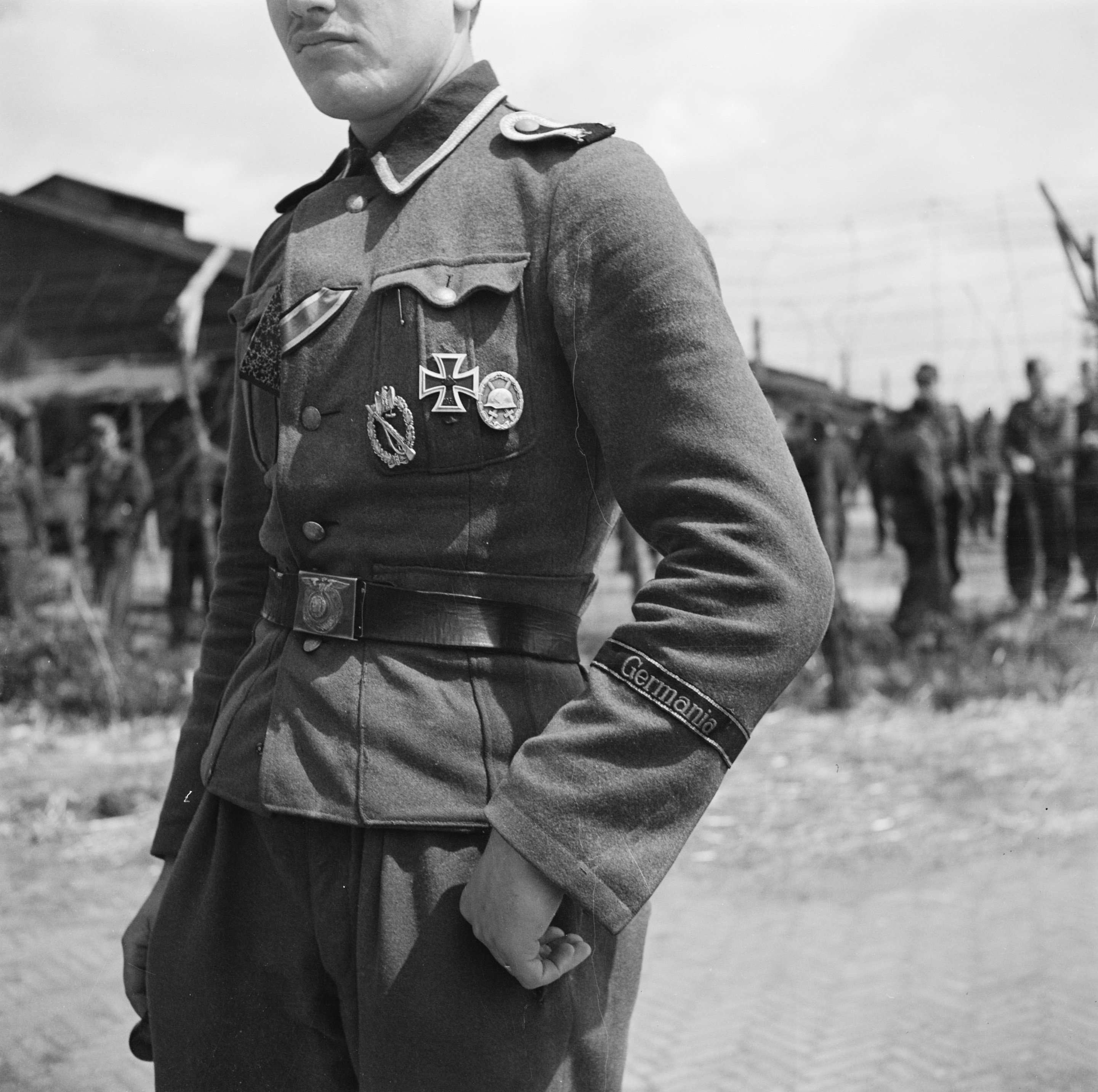
師団の基幹となる「ゲルマニア」連隊のカフタイトルを身につけた親衛隊伍長

師団の前身となる「SS師団『ヴィーキング』（SS-Division "Wiking"）」は、1940年11月9日に「ゲルマニア（Germania）」連隊を基幹に、新設の「ヴェストラント（Westland）」および「ノルトラント（Nordland）」連隊から編成された。9月の総統命令では、オランダ、フランドル、デンマーク、ノルウェーの各地域からの志願兵による自動車化歩兵師団の創設が命じられていた。12月21日の総統命令により、師団は北欧の武装集団であるヴァイキングに因んで「ヴィーキング（Wiking）」と命名された。しかし、目標の5,000人の兵員は集まらず、約1,150人（オランダ人600人、フランドル人100人、デンマーク人200人、ノルウェー人250人）の志願兵が募った。

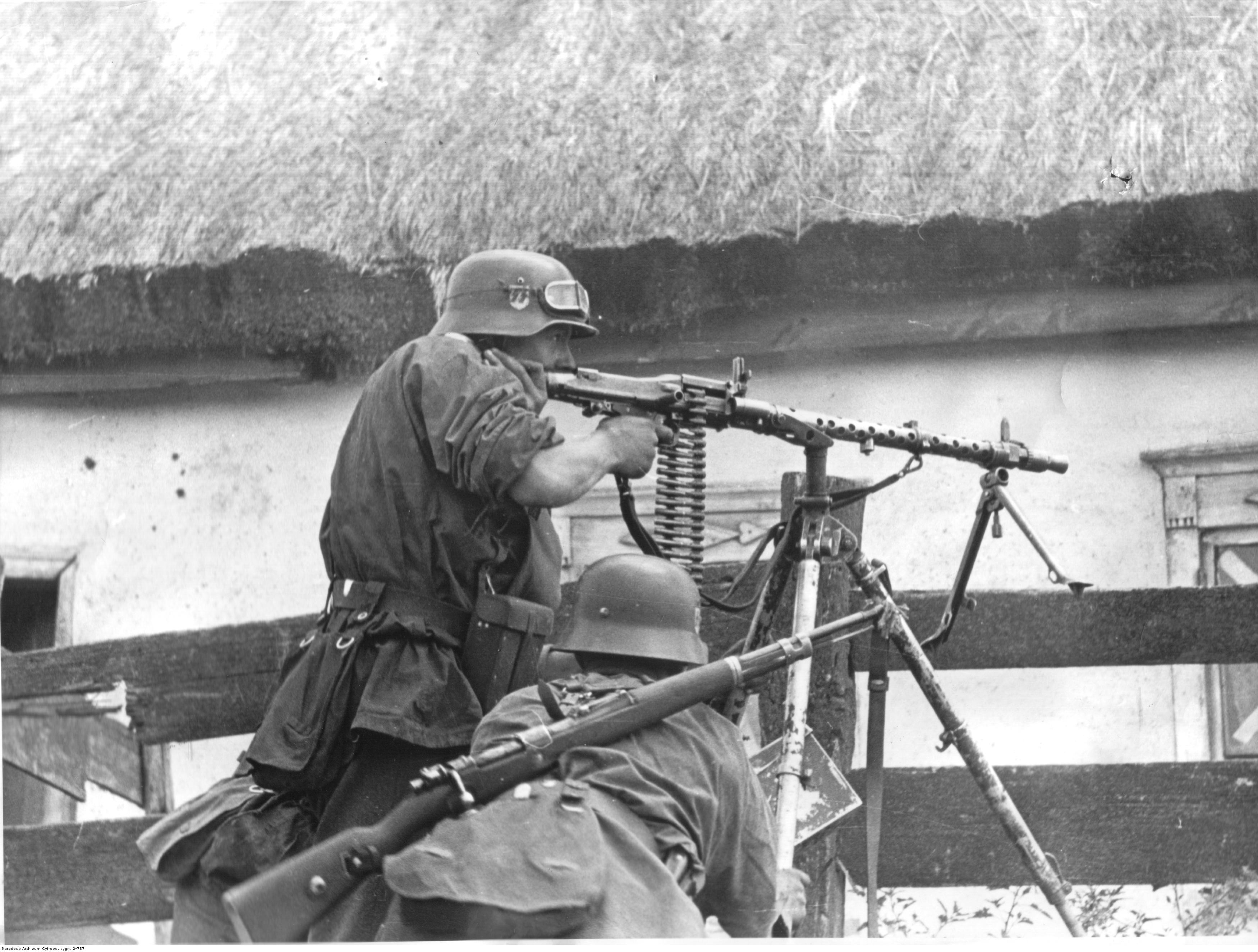
MG34を構える師団の兵士

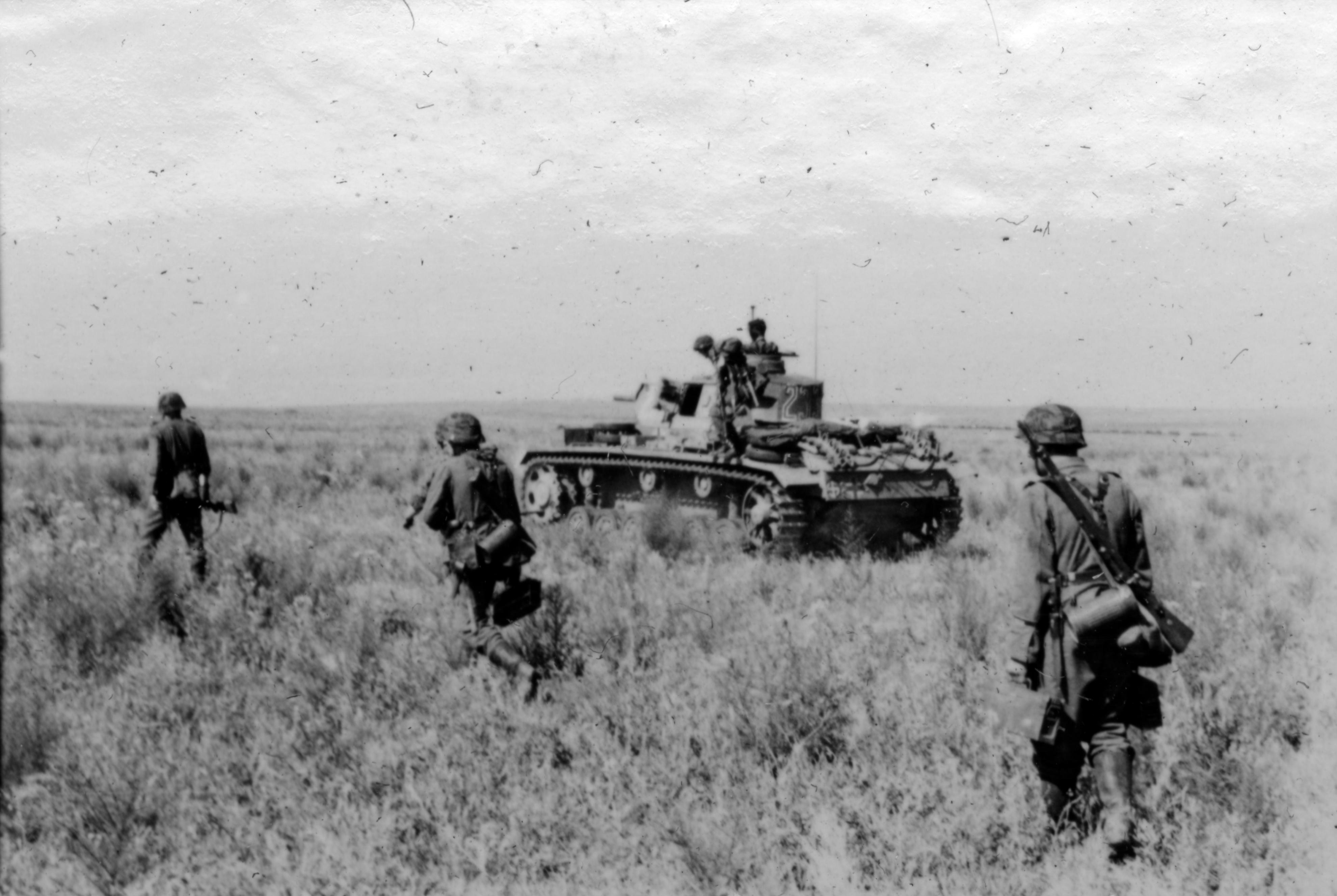
師団のIII号戦車と兵士

1941年3月末、同師団はホイベルク軍事訓練地域に移され、6月の初めには、ブレスラウの北側の地域に移され、ロシアへの侵攻作戦に備えた。6月18日にはルブリンの南東の地域に進軍した。バルバロッサ作戦開始から1週間後、師団はレンベルクに移された。ここからタルノポールへ進撃し、サンタノフやフシアティンの近くのシュプルツに至った。7月7日にはプロスクローでバグ川に到達し、7月16日にはタラチャで激しい戦闘が行われた。師団の一部は第14軍の下、南進し、ウマン・コールドロンの打開に貢献したが、師団の大部分はドニエプル川のカネフのロス川沿いに展開した。ここから師団はドニエプル川の南側で赤軍を追撃し、8月6日に激しい戦闘が行われたスミェラに向かった。その後、ドニプロペトロフスクの橋頭堡に配備され、9月28日まで激しい防衛戦が繰り広げられた。
10月初旬、師団はパブログラードへの攻撃を開始した。年11月初旬、ミウス川を越えてロストフへ向かう作戦が展開された。激しい戦いの後、師団はミウスの後方へ退却しなければならず、そこに陣を敷いた。12月には、赤軍の激しい攻撃が繰り返された。

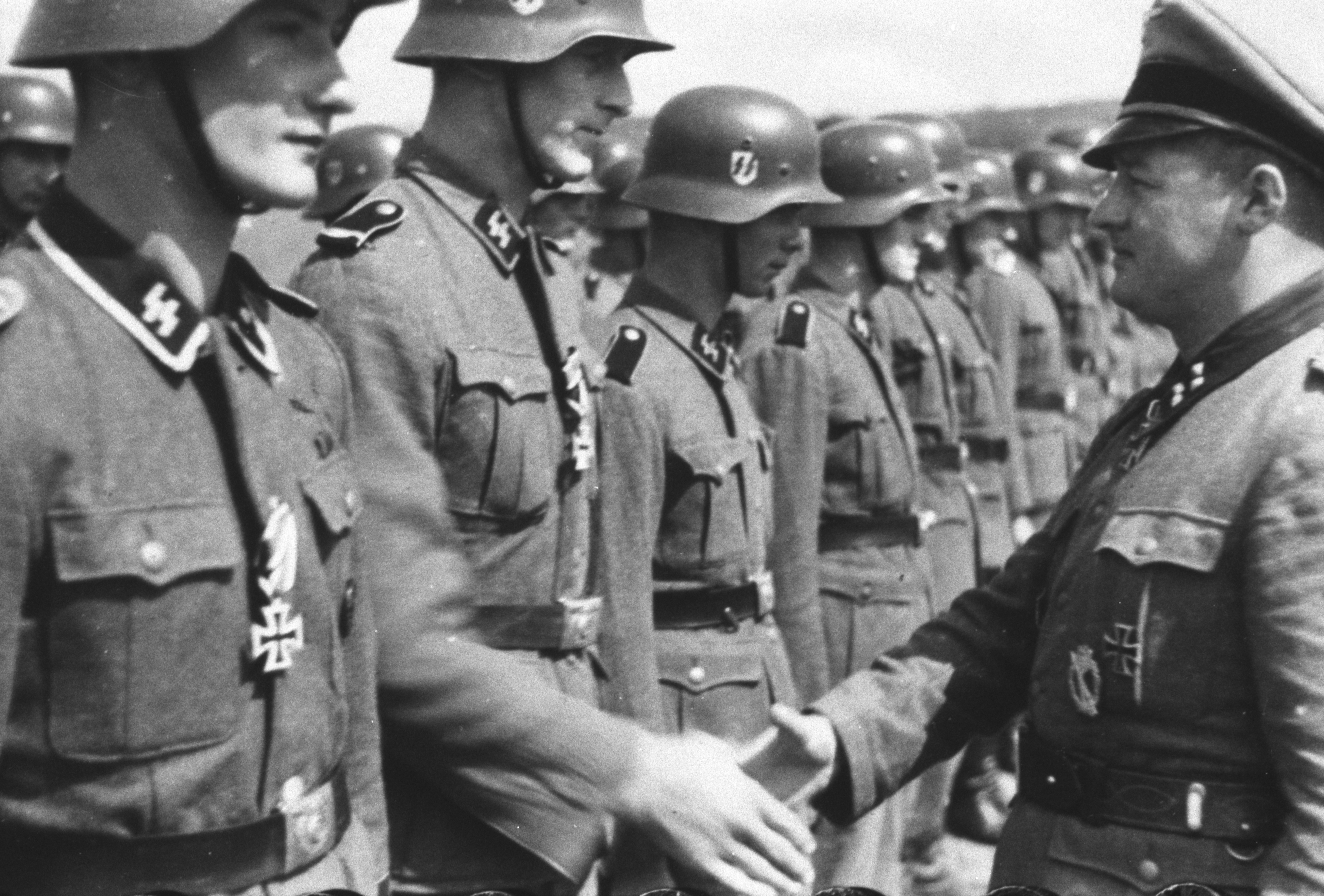
二級鉄十字章を授与される師団の兵士

1942年1月、師団は戦闘団を編成し、北側に配置された第3装甲軍団に配属された。8週間の任務を終えて、戦闘団は師団に戻った。ブラウ作戦発動後の7月16日、師団はミウスの陣地で救援を受け、タンガンログの北西の地域に進軍した。その5日後、師団はロストフへの攻撃を行い、7月23日には都市の占領に成功し、師団はドン川を南下し、クバンへと進んだ。ここで再び激しい戦闘が行われた。グリゴリポリツカヤを攻略した後、師団はクバンを越えてラバへと進んだ。8月10日にはベリコイエの近くでベラヤ川を渡り、8月14日には油田地帯のチャディシェンスカヤが占領した。その後、師団は、コーカサス山脈の周辺に布陣していた。山岳戦には特化していなかった歩兵師団であったため、8月19日には戦線から離脱し、テレクのモズドク地区に移された。9月27日、師団はここからグロスニーに進撃するために、モスドクの南方の地域からマルゴベクを攻撃した。10月5日、マルゴベクは激しい戦闘の末に占領された。

## SS装甲擲弾兵師団『ヴィーキング』
1942年11月9日、師団は「SS装甲擲弾兵師団『ヴィーキング』（SS-Panzergrenadier-Division „Wiking“）」と改称された。
赤軍がマルゴベクの南、オルズホニキゼと西のギセルの間で第13装甲擲弾兵師団の一部の包囲に成功すると、同師団はその救援に動員された。11月22日、第6軍がスターリングラードの戦いで包囲された後、同師団は1942年12月末に第4装甲軍に移された。12月27日、師団の先遣部隊は、ロストフの東、約175kmにあるプロレタルスカヤ地区に到着した。師団は第57装甲軍団に属していたため、すぐに激しい防衛戦が繰り広げられた。マチャン川では、赤軍の進撃をひとまず止めることに成功した。赤軍がこの川の横断に成功した後、師団はロストフに送られ、1943年2月5日に到達した。そして、ここからスタリノ地区に移動した。ここから更に北上し、ドネツの西側の戦線の防衛を担った。しかし、赤軍が西に大きく前進し、スタリノの西方を黒海まで進撃してドン軍集団を包囲する恐れが出てきたため、師団は2月10日にすでに激しい戦闘が行われていたクラスノアルマイスク地区に移された。2月18日、師団は反撃を行い、当地の赤軍部隊を粉砕した。翌日、師団は、第三次ハリコフ攻防戦に参加し、ドネツまでの地域を奪還した。1943年3月初め、師団はドネツのイスジュムとプロトポコフカの間に駐留していた。
1943年3月18日、師団の「ノルトラント」連隊の一部が抽出され、第11SS義勇装甲擲弾兵師団「ノルトラント」が編成された。1943年4月中旬、師団の残余は、再編と補充のためにイスジュムの南西約80kmにあるロソワジャ地区に移動した。ここでは、SS義勇装甲擲弾兵大隊「ナルヴァ」（Estnisches SS-Freiwilligen Panzergrenadier Bataillon "Narwa"）が「ノルトラント」連隊の補強のために新たに追加された。
1943年5月中旬、同師団は陸軍の予備部隊としてドネツ戦線のイスジュムの南東約45kmに位置するスラヴィアンスク地区に移された。7月5日、師団はハリコフの西約50kmに位置するワルキの北方の地域に移された。ここでは、ケンプフ軍支隊の予備部隊としてツィタデレ作戦に参加した。7月16日に、師団はイスジュム地区に戻された。7月18日以降、ドネツの橋頭堡への攻撃に参加したが、制圧に失敗した。1943年8月5日、師団はその後再び戦線から引き抜かれ、8月11日にハリコフ地区に移された。ハリコフの西約20kmにあるオルシャニーでは、8月12日から激しい攻防戦が繰り広げられ、赤軍の攻勢を食い止めることができた。1943年8月末、赤軍は攻撃を続け、師団はワルキまで撤退しなければならなくなった。師団はポルタヴァを経由してドニエプル川に入り、9月27日にチェルカシーに至った。すでにその数日後には、赤軍はドニエプル川を数カ所突破しており、ロッサヴァ川の河口などで橋頭堡を築いていた。最終的に師団は、カネフとチェルカシーの間の50kmに渡る戦線を担当した。1943年10月22日、第5SS装甲師団『ヴィーキング』への改編はここで行われた。

## 第5SS装甲師団『ヴィーキング』
1943年10月22日、師団は「第5SS装甲師団『ヴィーキング』（5. SS-Panzer-Division „Wiking“）に改編された。この時、師団はカネフとチェルカシーの間にあるドニエプル川に移動していた。11月13日、赤軍はチェルカシー付近のドニエプル川を越える橋頭堡の確保に成功した。その後、激しい戦闘を経て、1ヶ月後にはチェルカシーの攻略に成功した。その後、師団の陣地は、カネフの南からドニエプル川に沿ってチェルカシーに向かい、さらに南西方向のスメラに向かっていた。12月31日の時点で、師団は14,647人の兵力を維持していた。
1944年1月28日、赤軍がスベニゴロドカ-カネフ-チェルカシー間で第11・第32軍団の包囲に成功した後、同師団は後方の防衛線を包囲網の南西部に設置した。ドイツ軍の救援の試みの中で、第9SS装甲擲弾兵連隊「ゲルマニア」は、2月9日、第3装甲軍団の救援部隊をここで受け入れるために、ザンデロフカの地域に移動する命令を受けた。しかし、赤軍の抵抗により、救援は失敗に終わった。
2月16日より、ドイツ軍は西に撤退し始め、師団はいくつかの戦闘団に分かれて戦った。しかし、ドイツ軍の戦線に到達したのは、わずか4,000人ほどだった。これらの残余部隊は、スウェニゴロドカの西25番地のリシノに集結し、2月25日には補充と再編のためにルブリンの東の地域に移動した。3月16日、師団は補充地点であるコウェルに到着した。しかし、師団が町に到着する頃、町はすでに赤軍に包囲されていた。到着した師団は、コウェルの救援のために他のドイツ軍部隊とともにマチェフ地区に集結した。ここでは、フランスで新たに編成された第9SS装甲擲弾兵連隊「ゲルマニア」の第3大隊と第5SS装甲連隊の第2大隊が師団に到着した。3月29日、赤軍のカメネツ＝ポドリスキー包囲戦に対する救援作戦が始まり、第5SS装甲連隊第2大隊の一部だけがコウェルに向かって戦うことができたが、包囲網を最終的に突破するには至らなかった。第4、第5装甲師団が投入された後、師団は、4月4日に再びコウェルへの進撃を開始した。激しい戦闘の末、ドイツ軍部隊はコウェルの赤軍の掃討に成功した。これらの戦いの後、師団は中止された補充のために、武装SSの訓練場がある「ハイデルガー」に移された。7月30日までに、師団は17,348人の兵力に再び強化された。

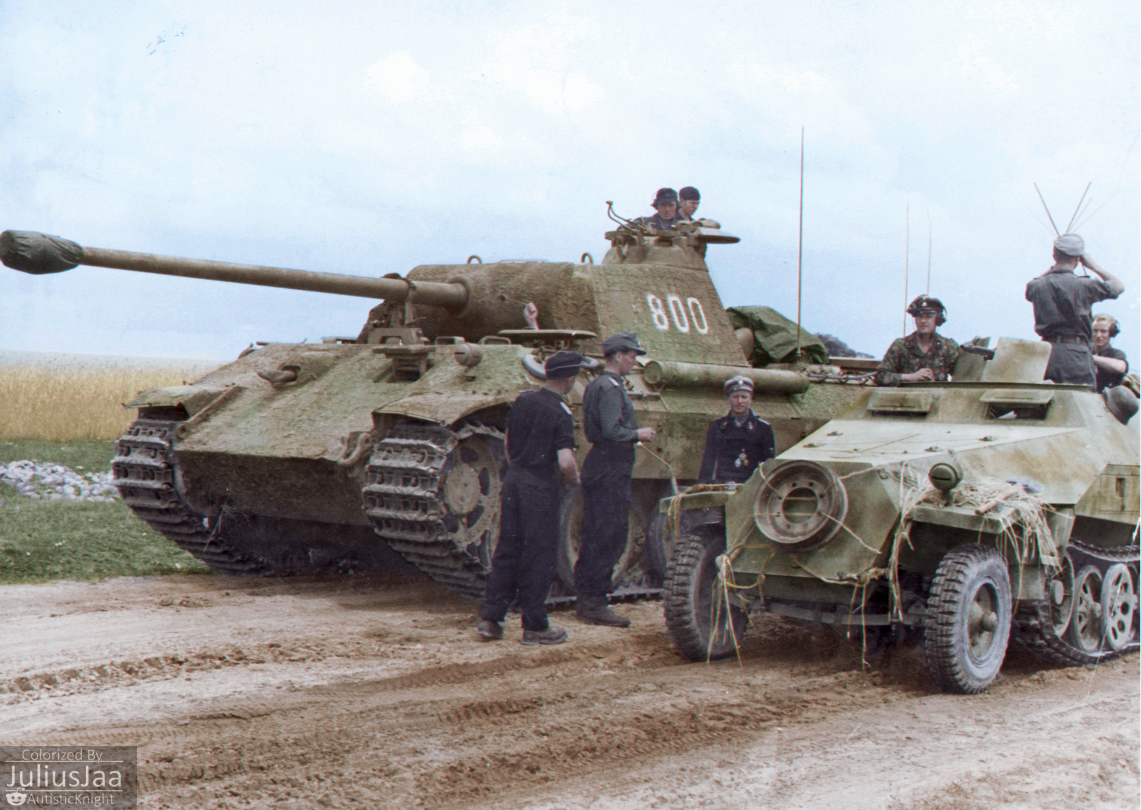
師団のパンター戦車とSd.Kfz.251/6（1944年、ワルシャワ近郊）

1944年の7月中旬には、師団の休養期間が終わり、ビアリストクの南東約65kmにあるビアロヴィエザ地区に移動した。7月19日、師団はブレストの北東約38km、レスナ川沿いにあるカミエニェツ・リテウスキで、急速に接近する赤軍に対して橋頭堡を築いた。しかし、師団は中央軍集団の突破された戦線を短期間でも奪還することはできなかった。師団は、中央軍集団の退却に振り回され、突出部の後方に退却せざるを得なかった。7月末には、スタニスワフ付近に陣取り、南と西を正面にしていた。8月3日、同師団は第39装甲軍団との正面の差を縮めるために西へ進んだ。8月12日の夜、師団はさらに北へ約20km離れた位置に後退した。8月14日、赤軍の部隊は第3SS装甲師団と第5SS装甲師団の間に侵入し、8月18日に、師団はワルシャワでの戦闘に参加。8月24日には、師団の兵力は10,335人にまで減少しており、9月6日までに、師団はナレウ川を渡って撤退しなければならなかった。師団の補強のために、ウクライナ人の大隊と、訓練を受けていない空軍の兵員約1,000人が加えられた。10月2日、師団は約1万人の兵力を有していた。
1945年1月10日、師団はバラトン湖畔のチャジャグ地区に移動した。1月18日、ブダペスト攻勢の救援に参加し、激しい戦闘を経て、1月19日、KàlozでSárviz運河を渡った。その後、北上してサロスドを攻略した。1月23日、ドナウ川を経由してヴァリ川移動した。1945年1月29日に始まった赤軍による攻勢の後、2月1日、師団はガルドニー-ソルガエギヤーザ線への移動を開始した。
赤軍の絶え間ない攻撃により、師団は戦闘団の規模にまで弱体化しており、2月22日に師団はセーケシュフェヘールヴァール周辺に移された。師団には、海軍と空軍の兵員が補充され、1945年2月27日からは再び師団として起動した。
3月16日、師団はドイツ軍による最後の攻勢である春の目覚め作戦に参加したが、3月10日までに、師団は重火器のほとんどを失っていた。3月21日、都市が閉鎖されることが明らかになると、ウルリッヒ師団長は、アドルフ・ヒトラーの死守命令に反して、都市を放棄することを決断し、師団を率いてバラトン湖を越えて北西に向かった。3月24日、ベシュプレム周辺で一時的に防衛線が形成され、師団はここで本国からの最後の補充を受け取った。補充された兵員は、対空砲の補助員、保安警察官、50歳以上の兵士たちであった。再編後、フュルステンフェルト南東部への移動が命じられた。1945年5月7日、師団の各部隊は陣地を離れて西へ撤退し、兵員の多くがバイエルン州ラドシュタット付近でアメリカ軍に降伏した。

## 師団長
- フェリックス・シュタイナー親衛隊大将（1940年12月1日 - 1943年5月1日）
- ヘルベルト・オットー・ギレ親衛隊大将（1943年5月1日 - 1944年8月6日）
- エドゥアルト・ディッセンホーファー親衛隊上級大佐（en:Eduard Deisenhofer）（1944年8月6日 - 1944年8月)
- ヨハネス・ミューレンカンプ親衛隊大佐（1944年8月 - 1944年10月9日）
- カール・ウルリヒ親衛隊上級大佐（en:Karl Ullrich）（1944年10月9日 - 1945年5月5日)

## 戦闘序列
- SS装甲擲弾兵師団『ヴィーキング』(SS-Panzergrenadier-Division "Wiking")
  - SS装甲擲弾兵連隊「ゲルマニア」 (SS-Panzergrenadier-Regiment "Germania")
  - SS装甲擲弾兵連隊「ノルトラント」 (SS-Panzergrenadier-Regiment "Nordland")
  - SS装甲擲弾兵連隊「ヴェストラント」 (SS-Panzergrenadier-Regiment "Westland")
  - SS装甲大隊「ヴィーキング」 (SS-Panzer-Abteilung "Wiking")
  - 第5SS砲兵連隊 (Artillerie-Regiment 5)
  - 対戦車猟兵大隊 (Panzerjäger-Abteilung)
  - 通信大隊 (Aufklärungs-Abteilung)
  - 高射砲大隊 (Flak-Abteilung)
  - 工兵大隊 (Pionier-Bataillon)
  - 通信大隊 (Nachrichten-Abteilung)
  - 野戦補充大隊 (Feldersatz-Bataillon)
  - 整備大隊 (Versorgungseinheiten)
- 第5SS装甲師団『ヴィーキング』(5. SS-Panzer-Division "Wiking")
  - 第9SS装甲擲弾兵連隊「ゲルマニア」 (SS-Panzer-Grenadier-Regiment 9 "Germania")
  - SS装甲擲弾兵連隊「ノルトラント」 (SS-Panzergrenadier-Regiment "Nordland")
  - エストニアSS義勇装甲擲弾兵大隊「ナルヴァ」 (estnisches SS-Freiwilligen-Panzer-Grenadier-Bataillon "Narwa")
  - フィンランド武装SS義勇大隊「ヴァロニエン」SS突撃旅団 (Finnisches Freiwilligen-Bataillon der Waffen-SS SS-Sturmbrigade "Wallonien"
  - 第5SS装甲連隊 (SS-Panzer-Regiment 5)
  - 第5SS対戦車猟兵大隊 (SS-Panzerjäger-Abteilung 5)
  - 第5SS突撃砲大隊 (SS-Sturmgeschütz-Abteilung 5)
  - 第5SS突撃砲台 (SS-Sturmgeschütz-Batterie 5)
  - 第5SS装甲砲兵連隊 (SS-Panzer-Artillerie-Regiment 5)
  - 第5SS高射砲大隊 (SS-Flak-Abteilung 5)
  - 第5SS発煙大隊 (SS-Werfer-Abteilung 5)
  - 第5SS装甲通信大隊 (SS-Panzer-Nachrichten-Abteilung 5)
  - 第5SS装甲偵察大隊 (SS-Panzer-Aufklarungs-Abteilung 5)
  - 第5SS装甲工兵大隊 (SS-Panzer-Pionier-Bataillon 5)
  - 第5SS師団輸送大隊 (SS-Divisions-Nachschub-Abteilung 5)
  - 第5SS整備大隊 (SS-Instandsetzungs-Abteilung 5)
  - 第5SS運営大隊 (SS-Wirtschafts-Bataillon 5)
  - 第5SS医療大隊 (SS-Sanitäts-Abteilung 5)
  - 第5SS野戦病院 (SS-Feldlazarett 5)
  - 第5SS戦時報道班 (SS-Kriegsberichter-Zug 5)
  - 第5SS野戦憲兵小隊 (SS-Feldgendarmerie-Trupp 5)
  - 第5SS野戦補充大隊 (SS-Feldersatz-Bataillon 5)
  - 第23SS装甲擲弾兵連隊「ノルゲ」第1大隊 (I./SS-Panzer-Grenadier-Regiment 23 "Norge")
  - 第24SS装甲擲弾兵連隊「ダンマルク」第1大隊 (I./SS-Panzer-Grenadier-Regiment 24 "Danmark")